# 小倉城 (武蔵国)
小倉城（おぐらじょう）は、埼玉県比企郡ときがわ町にあった日本の城（山城）。戦国時代の関東の城では珍しい石塁を随所に用いている。

## 歴史・沿革
城主は、後北条氏の重臣であった遠山光影とする説と松山城主上田氏とする説がある。
主郭の発掘調査では染付、天目片等が出土、基づく城跡の年代推定は16世紀である。

## 立地・構造

### 立地
外秩父の山地と関東平野の境界、槻川が大きく北に屈曲する場所に張り出した丘陵の上に築城されている。

### 構造
主尾根上に本丸に相当する郭１と二の丸に相当する郭２を並べている。さらに出郭として、郭３を南東側、郭４を南西側に配置する。
南東側麓にある大福寺平場付近が居館と目され、空堀跡が残る。

### 石塁
山全体が岩山であったことから、築城時に発生した大量の石材を利用した石塁が随所に築かれている。特に郭３の外周部では高さ5メートル、延長100メートル以上の規模である。

## 史跡指定
2008年（平成20年）3月28日、すでに国の史跡に指定されていた菅谷館跡（嵐山町）に、松山城跡（吉見町）、杉山城跡（嵐山町）とともに追加指定され、「比企城館跡群」の名称で一括して国の史跡に指定された。